# أبو عريش
أبو عريش هي حاضرة ومركز محافظة أبو عريش جنوب غرب السعودية، وتقع شرق مدينة جيزان؛ على تقاطع خط الطول 42.30 مع خط العرض 16.30؛ شرقاً. وقد عرفت مدينة أبو عريش منذ القدم تحت مسمى درب النجا، حيث كانت عاصمة المخلاف السليماني في أوائل القرن السابع الهجري.

## تاريخ المدينة

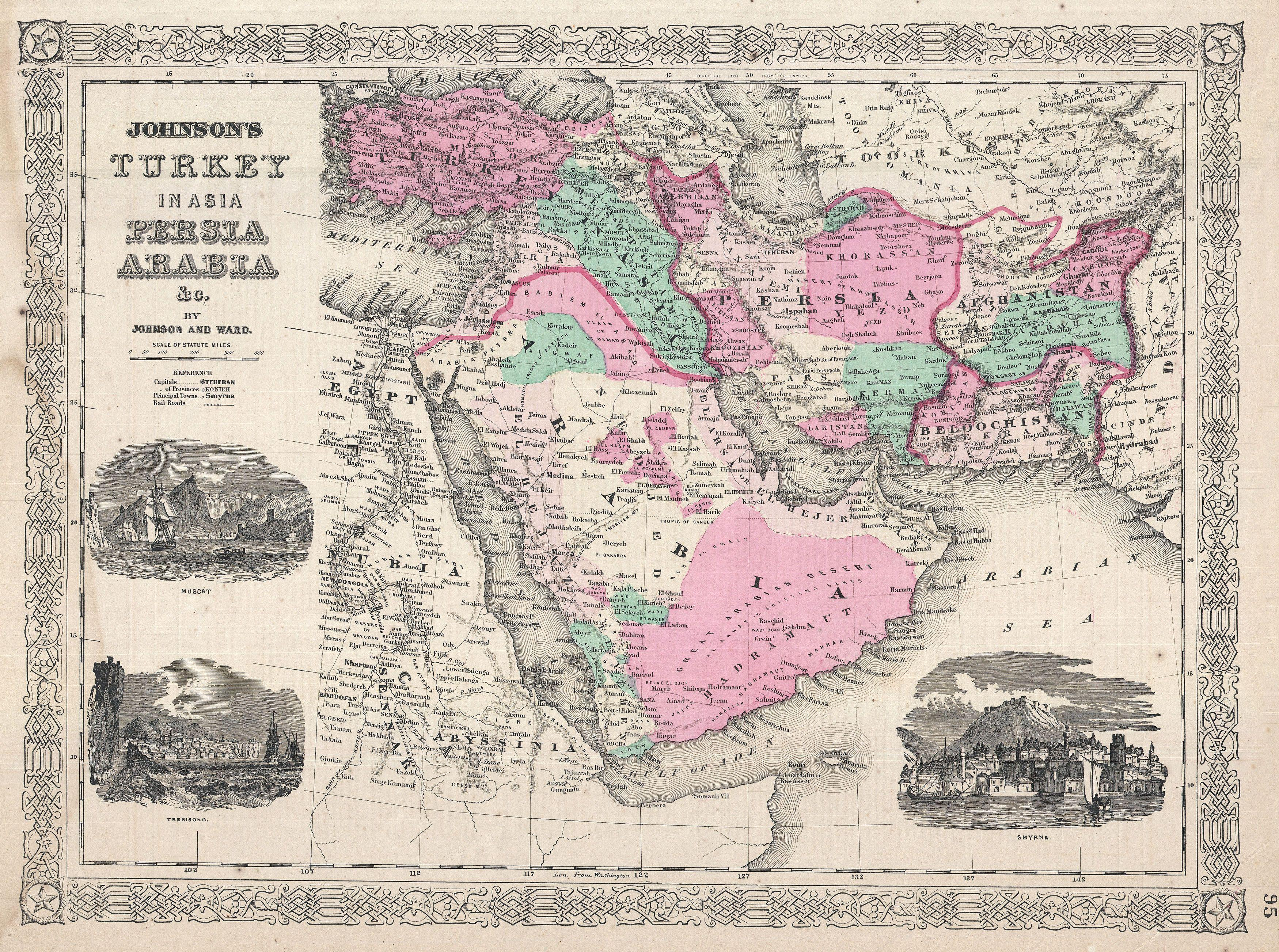
خريطة وضعها آلڤين جونسون سنة 1866 للجزيرة العربيَّة تظهر فيها مدينة أبوعريش

أبو عريش من المدن التاريخية المعروفة منذ القرن الرابع الهجري حيث تقع في طريق الحجاج ويمكن التعرف على نشأتها وتاريخها من دراسة المخلاف السليماني للمؤرخ والأديب محمد أحمد عيسى العقيلي، حيث ذكر بأن أول من احتضنها آل الحكمي وآل جبريل وإنها موجودة من قبل ذلك بكثير وكانت تسمى «درب النجا»، وهي تكتسب أهمية كبيرة لأنها تربط العديد من المحافظات عن طريق شبكة من الطرق الإقليمية فهي في الوسط بين محافظة أحد المسارحة الواقعة في الجنوب ومحافظة ضمد من الشمال ومحافظة العارضة شرقاً وإمارة جازان غرباً.

## الجغرافيا والسكان
تقع أبو عريش في جنوب المملكة العربية السعودية، شرق مدينة جيزان العاصمة الإدارية للمنطقة.

### المناخ
مناخ أبو عريش لا يختلف عن مناخ الجزء الجنوبي الغربي من المملكة حيث إنه جزء من هذه المنطقة، ويتميز مناخ أبو عريش بالاعتدال شتاءً حيث تصل درجة الحرارة إلى 18 درجة مئوية، أما الصيف فالمناخ حار مصحوب بالرطوبة وتصل درجة الحرارة إلى حوالي 35 مئوية وتهب في فصل الصيف الرياح الموسمية مصحوبة بزوابع رملية طوال النهار وخاصة بعد الظهر حتى المساء وتسمى لدى السكان (الغبرة) وتشتد في بعض الأيام حيث يقل مدى الرؤية لساعات عديدة من النهار وقد تتكون الكثير من الكثبان الرملية بسبب هذه الرياح وهناك رياح محلية غير منتظمة تهب بصورة عنيفة لفترات قصيرة من الوقت وتكون هذه الرياح حارة جافة مصحوبة بسحب ترابية رملية.

### الرطوبة
تصل نسبة الرطوبة إلى 50% وتقل كلما اتجهنا شرقا نحو منطقة سد وادي جازان.

### الأمطار
تسقط الأمطار في أواخر الصيف وأوائل الخريف وهي أمطار تضاريسية ليست منتظمة، ففي بعض السنوات تسقط أمطار غزيرة تقوم عليها الزراعة، ويحجز السد كميات كبيرة من هذه الأمطار، وفي بعض السنوات تسقط الأمطار قليلة لا تكفي لقيام الزراعة.

## الاقتصاد

### أهميتها التجارية
تتميز مدينة أبو عريش بموقعها، حيث تتوسط المدن الرئيسية في المنطقة وغلب على نشاط السكان العمل بالزراعة والتجارة ويعد سوق المدينة أحد الأسواق الرئيسية في المنطقة، والأربعاء هو يوم السوق الأسبوعي وللتجار اتصال بالأسواق داخل المنطقة وبالأسواق خارجها في استيراد وتصدير منتوجاتهم وكان لكل مهنة سوق خاص بها وشيخ مسؤول عن شؤون المنتسبين إليها ومع التطور الذي واكب التنمية في المنطقة تغيرت أساليب التجارة القديمة واندثرت مهن وظهرت مهن جديدة واتجه كثير من الناس للعمل الوظيفي الحكومي والأعمال الحرة غير اليدوية وظهرت المجمعات التجارية والأسواق المتكاملة.

## المعالم الأثرية والسياحية
- قلعة دار النصر.
- مسجد القبب (أبو عريش).
- سوق الأربعاء (سوق الصميل).
- دوار العشة.
- الظاهر.
- الخزان الشمالي.
- نجران هو موقع أثري بمسمى نجران، أُهمل وهو الآن موقع مدرسة الحسن بن الهيثم.

### السوق الشعبي
سوق أبو عريش الشعبي من أهم أسواق المدينة ويسمى أيضا بسوق الربوع وسوق الصميل، وهو سوق قديم جداً حيث يتجمع فيه عدد من سكان قرى محافظة أبو عريش كل يوم أربعاء لعرض وشراء البضائع؛ حيث تعرض فيه الأدوات المنزلية التراثية من أواني فخارية وأدوات مصنوعة من سعف النخل ومنسوجات للبس وأدوات الفلاحة والحيوانات. ويعتبر السوق تجمع قديم لأهالي أبو عريش وما جاورها وهو موجود إلى عصرنا هذا كل يوم أربعاء.

## أحياء أبو عريش
- حي الملك فهد
- حي الخالدية
- حي الأندلس
- حي النسيم
- حي الروضة
- حي السلام
- حي القدس
- حي النهضة
- حي الصفا
- حي الورد
- حي الزهور
- حي النزهة
- حي قنبوره
- حي الربيع
- حي البهاكلة

## البنية التحتية

### التعليم
عرفت مدينة أبو عريش بحلقات العلم والدرس منذ القدم حيث كانت تقام حلقات لتدريس القرآن الكريم والحديث النبوي في مساجد المدينة وقد اشتهر من العلماء –عبد الله بن علي العمودي وكذلك ولده- صالح بن عبد الله العمودي وعبد الله آدم ومحمد زكري وموسى المنقري، ثم ظهرت مدارس عبد الله القرعاوي، ثم انتشرت المدارس النظامية إلى أن أصبح عددها 65 مدرسة للبنات وحوالي 66 مدرسة مدرسة للبنين.

### الكليات والمعاهد
- كلية الشريعة والقانون تتبع لجامعة جازان.
- كلية الآداب والعلوم الإنسانية تتبع لجامعة جازان.
- كلية المجتمع للبنات تتبع لجامعة جازان.
- كلية التقنية للبنات بجازان.
- معهد مناهل المعرفة للتعليم والتدريب النسائي.
- معهد مهارات - تحالف مقاولي جازان للتدريب والتوظيف.

### الصحة
يوجد بمدينة أبو عريش مستشفى عام سعة 150 سرير يضم مختلف التخصصات الطبية بالإضافة إلى مركزين للرعاية الأولية، ومن أبرز المستشفيات الواقعة داخل المدينة:
- مستشفى أبو عريش العام.
- مستشفى الأمراض الصدرية.
- مستشفى جراش الطبي.
- مستوصف الصفوة لطب الأسنان.
- مستوصف السلامة.
- مستوصف المريع الطبي.
- مجمع الحكمي الطبي.
- مركز د. ضيف الله دقدقي.
- مركز الحياة التخصصي.
- مركز طب الحياة.

### الرياضة
يوجد في أبو عريش نادي اليرموك السعودي هو أحد أندية الدرجة الثالثة، تأسس عام 1390 هـ. ومن الملاعب الموجودة في المدينة ملعب نادي اليرموك وملعب الأمير محمد بن ناصر التابع لوزارة التعليم.

### المساجد الشهيرة
هناك العديد من المساجد في أبو عريش، ومن أشهرها:
- مسجد القبب.
- جامع الحكير.
- جامع القرعاوي.
- جامع التقوى.
- جامع الميرابي.
- جامع الرفاعية.